# Friedrich Herbst
Friedrich Karl Herbst (Bochum, 16 de maio de 1874 – Monschau, 21 de maio de 1937) foi um engenheiro de minas alemão. Foi professor na Universidade Técnica da Renânia do Norte-Vestfália em Aachen e diretor da Bergschule Essen.
Herbst foi desde 1900 professor da Bergschule Bochum e de 1907 a 1919 professor de ciências da mineração na Universidade Técnica de Aachen. A partir de 1919 foi diretor da Bergschule Essen.
Com Fritz Heise escreveu um livro de mineração que apareceu pela primeira vez em 1908 e foi uma obra padrão na mineração de carvão. Foi editor da revista Der Bergbau.

## Obras
- com Fritz Heise, Carl Hellmut Fritzsche: Lehrbuch der Bergbaukunde, mit besonderer Berücksichtigung des Steinkohlenbergbaues. 8. und 9. völlig neubearbeitete Auflage. Springer-Verlag, Berlin/Göttingen/Heidelberg 1958.
- Leitfaden der Bergbaukunde. 3. Auflage. Berlin 1932.

## Ligações eternas
- Literatura de e sobre Friedrich Herbst (em alemão) no catálogo da Biblioteca Nacional da Alemanha